# Странда
Странда (норв. Stranda) — коммуна в губернии Мёре-ог-Ромсдал в Норвегии. Административный центр коммуны — город Странда. Официальный язык коммуны — нюнорск. Население коммуны на 2007 год составляло 4543 чел. Площадь коммуны Странда — 865,98 км², код-идентификатор — 1525. На границе Странды и Эрсты расположена гора Квитегга.

## История населения коммуны
Население коммуны за последние 60 лет.

Статистика коммуны Странда